# II Samuel
II Samuel (hebreo, ' שְׁמוּאֵל ב' Shemuel Bet), también llamado "Segundo Libro de Samuel",  "2 Samuel" o "II Libro de los Reyes" forma parte del Antiguo Testamento de la Biblia y del Tanaj. Es precedido en ambos textos por I Samuel y le sigue I Reyes.

## División del libro en varias partes
Se cree que este libro formaba originalmente una sola obra con I Samuel y I y II Reyes. El enorme tamaño de este único rollo, compuesto seguramente por uno o dos autores, debe haber impulsado a su división arbitraria en cuatro partes de un tamaño más manejable. Tanto los LXX como la Vulgata latina llaman a I y II Samuel "I y II Reyes", respectivamente, y a I y II Reyes, "III y IV Reyes", reconociendo desde el origen la artificialidad de la división actual.
Algunos autores argumentan, por el contrario, que al dividir los dos libros de Samuel se los "juntó" con ambos Libros de los Reyes unificándolos y suavizando sus diferencias.

## Argumento
II Samuel cuenta la historia de Israel a partir de la muerte de Saúl (II Sam. 1-20) y el subsiguiente reinado de David, con un suplemento al final (II Sam. 21-24).
En otras palabras, abarca, con su libro hermano, el período que va desde el establecimiento de una monarquía formal hasta el fin del gobierno de David. Incluye un período de guerra civil, el traslado del Arca de la Alianza a Jerusalén, el relato del pecado de David, un cántico de Acción de gracias y un oráculo acerca de la descendencia del rey. En estos libros se ve cómo la promesa de Dios hecha a Abraham se está realizando a través del reinado de David: la alianza iniciada con Abraham llega a su plenitud con David.

## Aspectos históricos

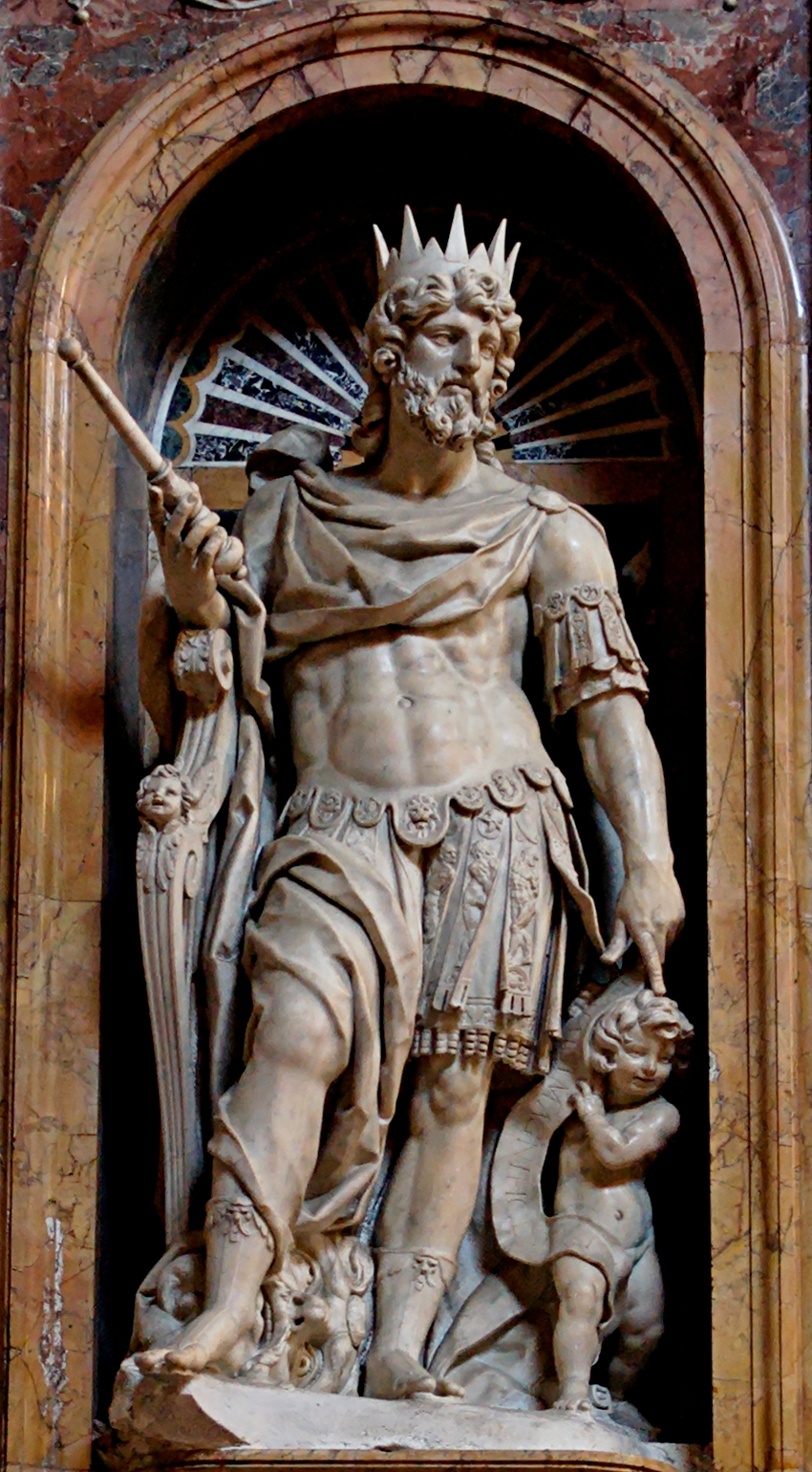
Imagen David

Para disiparla, se hace menester conocer, al menos someramente, la historia bíblica de ese período.
Las Doce Tribus se hallaban sumamente desorganizadas. En el período relatado por II Samuel, el peligro común las obligó a unirse. La conclusión lógica de este proceso político sería el establecimiento de una monarquía centralizada.
En consecuencia, Israel se hallaba un paso por detrás de sus vecinos —Moab, Edom y Amón— que ya se habían organizado en forma similar, incluso antes de que los judíos llegaran, liberados, de su largo periplo por el desierto tras el cautiverio en manos de los egipcios. El otro vecino de Israel, Absalón tenía también un gobierno monárquico. Todas estas monarquías se diferenciaban así de las ciudades-estado como Canaán o de las tiranías lisas y llanas como los filisteos, constituyéndose en los primeros estados nacionales verdaderos de la región. 
En eso se convertirán, ni más ni menos, los reyes de Israel retratados en estos libros: en cabezas legales y visibles de un estado nacional organizado.
Por supuesto, se comprende que la transición no fue abrupta, sino que se hizo en forma gradual. Luego de los jueces, Dios escoge un continuador a quien da el nombre de rey: Saúl. La transformación que el espíritu divino obra sobre este hebreo por lo demás corriente lo lleva a alcanzar grandes realizaciones. La nueva institución real aparece luego de la victoria amonita que se relata en I Samuel. 
En II Samuel, el reinado de David conserva los tintes teocráticos que había tenido el de Saúl: ser rey depende de la gracia de Dios que quita u otorga. En el caso particular de este segundo rey, ha sido elegido por la divinidad desde su infancia para sustituir al rey anterior. 
A pesar de la mirada teocrática que la Biblia otorga a estos gobernantes, siempre subsiste, como un halo de amenaza, cierto aspecto profano en todos los reyes. Es así que II Samuel hace mucho menos hincapié en la voluntad divina que apoya a David, y destaca mucho más sus rasgos humanos, sin omitir ni siquiera aquellos abiertamente pecaminosos.
A pesar o gracias a ello, David es un gran político que comprende que la gran unificación de Israel no puede ser lograda si el rey mismo se rebaja a intervenir en las competitivas disputas entre las tribus. Para subrayar este hecho, traslada el Arca a Jerusalén, que no es capital de ninguna de las tribus en pugna sino una conquista personal suya, concentrando en un solo punto la sede de la vida religiosa y la capital política de la región.
Las tropas que lo apoyan son mercenarias, soldados de fortuna de amplia experiencia, que se quedarán junto a él de modo permanente para garantizar la paz y la armonía de su reinado. El hecho de que David necesite a tantos y tantos guerreros custodiando Jerusalén demuestra que la tan proclamada unidad política no se había logrado aún, al menos de manera definitiva.
La realidad era que, por más que David era a la vez rey de Judá y de Israel, el pueblo al que gobernaba estaba y se sentía aún dividido en dos. Solo los unía la obediencia al rey, lo que convertía al gobierno en una monarquía personalista y, por lo mismo, inestable. Más tarde, Salomón sufrirá el mismo problema: conseguirá sostener la unidad, pero la misma se hará trizas 24 horas después de su muerte.

## Aspectos religiosos
Los temas que sobresalen son: el cumplimiento de la promesa divina, la esperanza mesiánica proveniente de la casa de David con la promesa de un reino estable. 
El objetivo de lograr la unidad para mayor gloria de Yahveh ha fracasado bajo Saúl pero tiene éxito con David, monarca ideal desde el punto de vista del cronista bíblico. Salomón hará tambalearse este andamiaje y los reyes posteriores merecerán la reprobación de los autores de Crónicas y Reyes. 
Al revés que las demás naciones, Israel ha querido tener un rey, pero Dios les ha impuesto como condición que este no será un profano, sino también el líder religioso del pueblo. El rey será el ejecutor de la voluntad de Dios en medio de su pueblo, y se le exige para ello que sea fiel y piadoso. Para que no olvide sus deberes, el profeta del Señor estará siempre al lado del monarca para guiarlo y reconvenirlo.
Tras la reprobación de Saúl, llegará la fidelidad de David, el hombre elegido según el modelo de liderazgo que la divinidad pretende. No se conformará con nada inferior a él. Acaso como recompensa a la lealtad del rey, en 2 Sam. 7 Dios habla a Natán y le muestra una profecía acerca de los descendientes de David. De su simiente nacerá el Mesías, y este primer despertar de la esperanza mesiánica se extenderá por todos los tiempos hasta consolidarse en el Cristianismo.
En este libro viendo una metodología cristiana se puede evidenciar la gran aparición del rey David en todas sus aventuras.